# Cylindropuntia californica

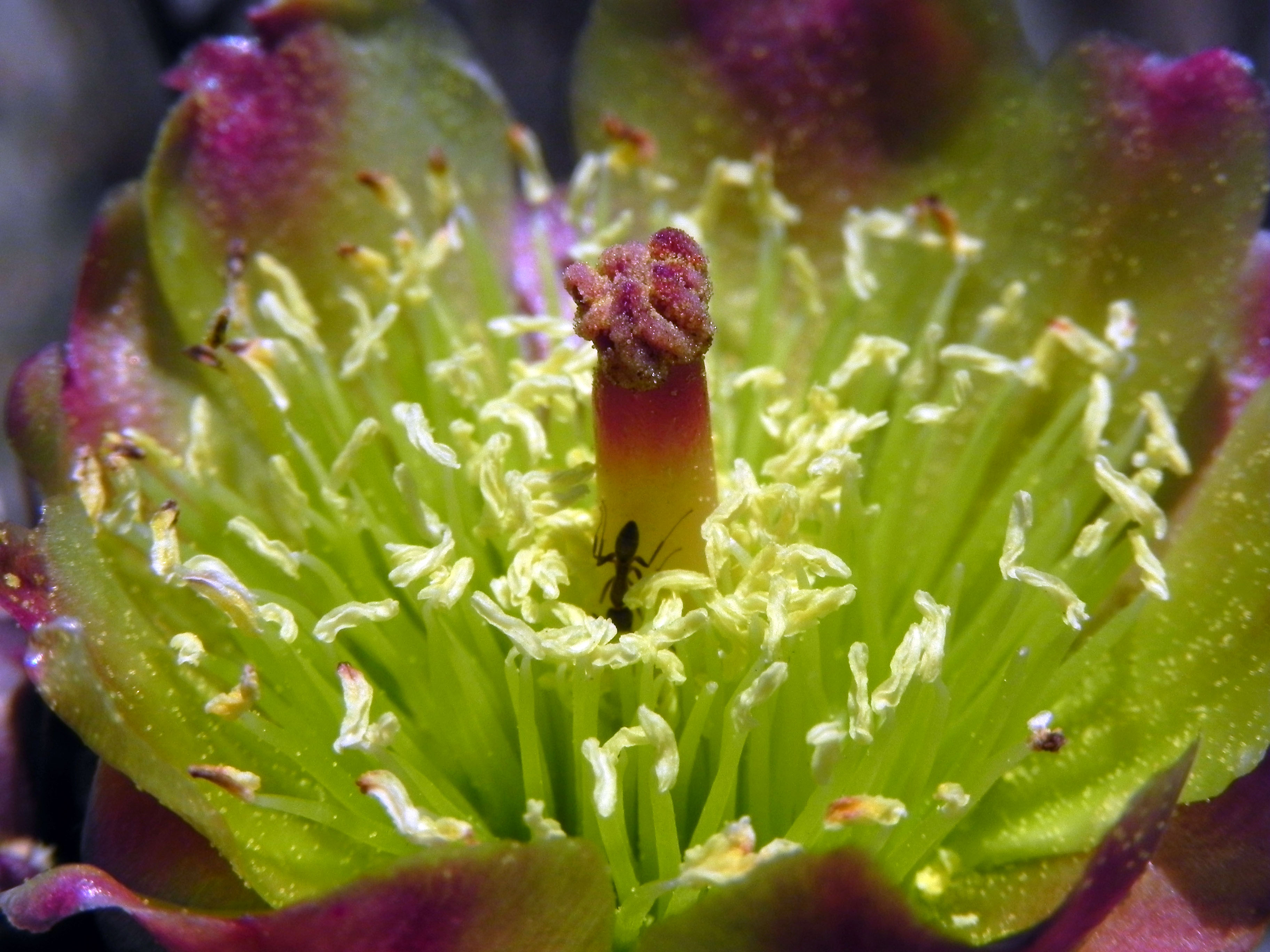
Blüte

Cylindropuntia californica ist eine Pflanzenart aus der Gattung Cylindropuntia in der Familie der Kakteengewächse (Cactaceae). Das Artepitheton californica verweist auf das Vorkommen der Art in Kalifornien. Ein fremdsprachiger Trivialname ist „Snake cholla“.

## Beschreibung
Cylindropuntia californica wächst strauchig, ist ausgespreizt bis aufrecht und erreicht Wuchshöhen von 0,3 bis 2,5 Meter. Auf den grünen bis etwas purpurfarbenen, 6 bis 30 Zentimeter langen und 1,5 bis 2,5 Zentimeter im Durchmesser messenden Triebabschnitten befinden sich vorstehende Höcker, die manchmal zu Rippen zusammentreten. Die elliptischen lohfarben Areolen vergrauen im Alter und tragen dichte gelbe bis rötlich braune Glochiden. Die fünf bis 13 gleichen oder ungleichen Dornen sind an den meisten Areolen vorhanden. Sie sind gelb bis orangebraun und besitzen eine hellere Spitze. Die Dornen sind bis zu 3 Zentimeter lang. Ihre etwas locker sitzenden Scheiden sind weißlich bis braun.
Die gelben bis grünlich gelben Blüten erreichen Längen von 1,5 bis 3 Zentimeter. Die kurz kreiselförmigen bis fast kugelförmigen, lederigen gelblichen Früchte werden später lohfarben. Sie sind 1,5 bis 3,2 Zentimeter lang und erreichen Durchmesser von 1,3 bis 2,6 Zentimeter. Die Früchte sind mit wenigen Dornen besetzt oder sind nicht bedornt.

## Verbreitung, Systematik und Gefährdung
Cylindropuntia californica ist im Südwesten der Vereinigten Staaten und im Nordwesten von Mexiko in Höhenlagen von 0 bis 1900 Metern verbreitet.
Die Erstbeschreibung als Cereus californicus von John Torrey und Asa Gray wurde 1840 veröffentlicht. Frederik Marcus Knuth stellte die Art 1936 in die Gattung Cylindropuntia. Weitere nomenklatorische Synonyme sind Cactus californicus Torr. & A.Gray (1840), Cephalocereus californicus (Torr. & A.Gray) K.Schum. (1894), Opuntia californica (Torr. & A.Gray) Coville (1899) und Grusonia californica (Torr. & A.Gray) G.D.Rowley (2006).
Es werden folgende Unterarten unterschieden:
- Cylindropuntia californica subsp. californica
- Cylindropuntia californica subsp. rosarica (G.E.Linds.) U.Guzmán

In der Roten Liste gefährdeter Arten der IUCN wird die Art als „Least Concern (LC)“, d. h. als nicht gefährdet geführt. Auf Grund von Stadtentwicklung sind die Populationen in Kalifornien bedroht und daher wird der Bestand als abnehmend eingeschätzt.

## Nachweise